# Šokačka grana – Osijek
Udruga Šokačka grana Osijek je udruga za očuvanje, promicanje, razvitak i unapređenje kulturne tradicijske baštine Šokaca s područja Slavonije, Baranje, Srijema i Bačke kroz organizaciju književnih večeri, likovnih izložbi, koncerata, glazbeno-plesnih priredbi i dr. Osnovana je 3. veljače 2005., a 24. veljače iste godine upisana je pod brojem 14001994 u službeni Registar udruga Republike Hrvatske sa sjedištem u Osijeku, Ulica kralja Petra Svačića 36. Tada je nosila ime Šokačka grana – Osijek.

## Aktivnosti i projekti
Trajna zadaća "Šokačke grane" je čuvanje, njegovanje i iznovljavanje šokačke kulturne baštine. Nakon popuštanja mjera vezanih uz epidemiju COVID-19, projekti započeti osnivanjem udruge nastavljeni su u punom obliku na više područja:
1. Međunarodni okrugli stol "Urbani Šokci" (od 2006.)
2. "Šokački suveniri Osijeku" (od 2007.)
3. "Dani je Julija Njikoša" (od 2010.) i obljetnica smrti Paje Kolarića (od 2016)
4. Izdavaštvo "Šokačke grane" (od 2006.) – Zbornik "Urbani Šokci"

U projekte koje "Šokačka grana" osmišljava od 2005. godine uključuju se Šokci iz Osijeka i
pripadnici etničkih skupina Šokaca i Bunjevaca u susjednim državama Mađarskoj i Srbiji (Vojvodini) i to od potpisivanja Povelje o trajnoj suradnji (2005.).

## Radionice
Udruga Šokačka grana održava niz radionica, koje su detaljnije opisane na web-stranici te udruge
- Zlatovez
- Vez svilom
- Šlinganje
- Heklanje
- Čunčanje
- Štrikanje
- Oslikavanje predmeta
- Krojenje i šivanje narodnih nošnji
- Vez po papiru
- Šaranje jaja voskom
- Izrada tradicionalnih božićnih ukrasa

## Napomena
Šokačka grana je i naziv tamburaškog sastava iz Duboševice.